# Загожице (Малопольское воеводство)
Загожи́це (пол. Zagorzyce) — село в Польше в сельской гмине Мехув Мехувского повета Малопольского воеводства.
Село располагается в 4 км от административного центра повета города Мехув и в 36 км от административного центра воеводства города Краков.
До 1954 года село было административным центром упразднённой гмины Велько-Загуже. В 1975—1998 годах село входило в состав Келецкого воеводства.